# Ihor Sikorski
Ihor Ołeksandrowycz Sikorski, ukr. Ігор Олександрович Сікорський (ur. 29 lipca 1988 w Kijowie) – ukraiński piłkarz, grający na pozycji pomocnika.

## Kariera piłkarska

### Kariera klubowa
Wychowanek Szkoły Sportowej nr 15 w Kijowie oraz potem RWUFK Kijów i Łokomotyw-MSM-OMIKS Kijów, barwy których bronił w juniorskich mistrzostwach Ukrainy (DJuFL). Również grał w zespole amatorskim Bat'kiwszczyna Kijów. W 2007 roku rozpoczął karierę piłkarską w Zorii Ługańsk. W lipcu 2010 przeszedł do Stali Ałczewsk, w której występował do czerwca 2014. Potem wyjechał do Łotwy, gdzie zasilił skład Daugavy Daugavpils. Rozegrał 3 mecze, po czym 13 września 2014 został piłkarzem Heliosu Charków. Latem 2015 przeniósł się do MFK Mikołajów. W czerwcu 2016 został zaproszony do Weresu Równe. Po roku wrócił do MFK Mikołajów. 21 czerwca 2018 podpisał kontrakt z klubem Hirnyk-Sport Horiszni Pławni. 9 kwietnia 2019 został piłkarzem Sheikh Russel KC z Bangladeszu. 15 lipca 2019 przeniósł się do Ahrobiznesu Wołoczyska. 3 lutego 2020 zasilił skład Czornomorca Odessa.

## Sukcesy

### Sukcesy klubowe
Stal Ałczewsk
- wicemistrz Ukraińskiej Pierwszej Ligi: 2012/13

Weres Równe
- brązowy medalista Ukraińskiej Pierwszej Ligi: 2016/17